# جون ديفيز (لاعب كرة قدم)
جون ديفيز (بالإنجليزية: John Davies)‏ (25 سبتمبر 1966 - ) هو مدير ولاعب كرة قدم بريطاني في مركز الوسط. لعب مع نادي كلايدبانك ‏.

## وصلات خارجية
- جون ديفيز على موقع قاعدة بيانات كرة القدم.إي يو (الإنجليزية)